# مرغ بزرگ
مرغ بزرگ از توابع ماهور میلاتی شهرستان ممسنی است.
مردم این روستا از ایل غوری می باشند.

## جمعیت
این روستا در دهستان ماهور قرار دارد و براساس سرشماری مرکز آمار ایران در سال ۱۳۸۵، جمعیت آن ۴۹۲ نفر (۱۰۶خانوار) بوده‌است.